# Something Wild
Something Wild är det finska extrema metal-bandet Children of Bodoms debutalbum, utkommet 1997. Musiken innehåller element av death metal och thrash metal.

## Låtar
1. Deadnight Warrior
2. In The Shadows
3. Red Light In My Eyes (part 1)
4. Red Light In My Eyes (part 2)
5. Lake Bodom
6. The Nail
7. Touch Like Angel Of Death (vid slutet av spåret en instrumentell bonuslåt)